# FutureSex/LoveSounds
FutureSex/LoveSounds ist das zweite Studioalbum des US-amerikanischen Sängers Justin Timberlake. Es erschien im September 2006 bei Jive Records.

## Geschichte
Nach dem Erfolg von Justified war Timberlake in der Plattenindustrie tätig, war aber auch im Fernsehen zu sehen, etwa in der Show Saturday Night Live. Auch übernahm er mehrere Filmrollen. Timberlake arbeitete bei FutureSex/LoveSounds, für das er sich mehr von Rock beeinflusst gab, außer mit Timbaland mit dem Produzenten Rick Rubin zusammen.

## Titelliste
1. FutureSex/LoveSound (Timberlake, Timbaland, Danja) 4:01
2. SexyBack (feat. Timbaland) (Timberlake, Timbaland, Danja) 4:02
3. Sexy Ladies/Let Me Talk to You (Prelude) (Timberlake, Timbaland, Danja) 5:32 (4:36 + 0:56)
4. My Love (feat. T.I.) (Timberlake, Timbaland, Danja, T.I.) 4:36
5. LoveStoned/I Think She Knows (Interlude) (Timberlake, Timbaland, Danja) 7:24 (5:00 + 2:24)
6. What Goes Around… Comes Around (Interlude) (Timberlake, Timbaland, Danja) 7:28 (5:42 + 1:46)
7. Chop Me Up (feat. Timbaland & Three 6 Mafia) (Timberlake, Timbaland, DJ Paul, Juicy J) 5:04
8. Damn Girl (feat. will.i.am) (Timberlake, will.i.am, J.C. Davis) 5:12
9. Summer Love/Set the Mood (Prelude) (Timberlake, Timbaland, Danja) 6:24 (5:14 + 1:10)
10. Until the End of Time (feat. The Benjamin Wright Orchestra) (Timberlake, Timbaland, Danja) 5:22
11. Losing My Way (Timberlake, Timbaland, Danja) 5:22
12. (Another Song) All Over Again (Timberlake, Morris) 5:46

## Rezensionen
Der Kritiker von Allmusic vergab 3,5 von 5 Sternen. Er schrieb, reizlos wie Timberlake sei, sei das Album doch faszinierend, weil er eine klare musikalische Vision verfolge, auch wenn sie fehlgeleitet sei. Robert Christgau schrieb: "'She’s freaky but I like it'?? Dude’s more confused than he wants you to think ("My Love," "SexyBack")." ("Der Junge ist verwirrter, als er möchte, dass du es denkst.") Er gab drei Sterne.

## Kommerzieller Erfolg

### Chartplatzierungen
| ChartsChartplatzierungen       | Höchstplatzierung | Wochen |
| ------------------------------ | ----------------- | ------ |
| Deutschland (GfK)              | 3 (85 Wo.)        | 85     |
| Österreich (Ö3)                | 5 (61 Wo.)        | 61     |
| Schweiz (IFPI)                 | 2 (84 Wo.)        | 84     |
| Vereinigte Staaten (Billboard) | 1 (76 Wo.)        | 76     |
| Vereinigtes Königreich (OCC)   | 1 (66 Wo.)        | 66     |

| ChartsJahrescharts (2006)      | Platzierung |
| ------------------------------ | ----------- |
| Deutschland (GfK)              | 42          |
| Österreich (Ö3)                | 68          |
| Schweiz (IFPI)                 | 27          |
| Vereinigte Staaten (Billboard) | 18          |
| Vereinigtes Königreich (OCC)   | 25          |

| ChartsJahrescharts (2007)      | Platzierung |
| ------------------------------ | ----------- |
| Deutschland (GfK)              | 10          |
| Österreich (Ö3)                | 27          |
| Schweiz (IFPI)                 | 14          |
| Vereinigte Staaten (Billboard) | 7           |
| Vereinigtes Königreich (OCC)   | 16          |

| ChartsJahrescharts (2008)      | Platzierung |
| ------------------------------ | ----------- |
| Deutschland (GfK)              | 98          |
| Vereinigte Staaten (Billboard) | 126         |

### Auszeichnungen für Musikverkäufe
| Land/Region                  | Auszeichnungen für Musikverkäufe (Land/Region, Auszeichnung, Verkäufe) | Verkäufe    |
| ---------------------------- | ---------------------------------------------------------------------- | ----------- |
| Argentinien (CAPIF)          | Gold                                                                   | 20.000      |
| Australien (ARIA)            | 6× Platin                                                              | 420.000     |
| Belgien (BRMA)               | 2× Platin                                                              | 100.000     |
| Brasilien (PMB)              | Platin                                                                 | 60.000      |
| Dänemark (IFPI)              | 7× Platin                                                              | 140.000     |
| Deutschland (BVMI)           | 2× Platin                                                              | 400.000     |
| Europa (IFPI)                | Platin                                                                 | (1.000.000) |
| Finnland (IFPI)              | Gold                                                                   | 18.000      |
| Frankreich (SNEP)            | Platin                                                                 | 200.000     |
| Irland (IRMA)                | 6× Platin                                                              | 90.000      |
| Japan (RIAJ)                 | Gold                                                                   | 100.000     |
| Kanada (MC)                  | 7× Platin                                                              | 700.000     |
| Neuseeland (RMNZ)            | 6× Platin                                                              | 90.000      |
| Österreich (IFPI)            | Gold                                                                   | 15.000      |
| Polen (ZPAV)                 | 2× Platin                                                              | 40.000      |
| Portugal (AFP)               | Gold                                                                   | 10.000      |
| Russland (NFPF)              | Diamant                                                                | 60.000      |
| Schweiz (IFPI)               | 2× Platin                                                              | 60.000      |
| Ungarn (MAHASZ)              | Gold                                                                   | 3.000       |
| Vereinigte Staaten (RIAA)    | 4× Platin                                                              | 4.720.000   |
| Vereinigtes Königreich (BPI) | 4× Platin                                                              | 1.200.000   |
| Insgesamt                    | 6× Gold · 51× Platin · 1× Diamant ·                                    | 8.496.000   |

Hauptartikel: Justin Timberlake/Auszeichnungen für Musikverkäufe